# Dschekermisch
Dschekermisch († 1106) war ab 1102 der Statthalter (mit dem Titel Atabeg) von Mossul.
Nachdem er gegen Sökmen I. zu Felde gezogen war, schloss er sich angesichts gemeinsamer Gefahr mit ihm zusammen. Im Mai 1104 führten sie mit der Schlacht von Harran einen Präventivkrieg gegen die Grafschaft Edessa. Ihr Bündnis überdauerte ihren Sieg von Harran nicht lange. Dschekermisch überfiel Sökmen und entführte den Gefangenen Balduin II. Nachdem Sökmen sich zurückgezogen hatte, zog er nochmals gegen Edessa. Ein Ausfall unter Leitung des Tankred von Tiberias überraschte sie jedoch. Dschekermisch ergriff Hals über Kopf die Flucht und ließ alle Schätze seines Feldlagers zurück.
Als der Seldschukensultan Berk-Yaruq 1104 seine Herrschaft mit seinem Bruder Muhammad I. Tapar teilen musste, versuchte Dschekermisch sich unabhängig zu machen.